# Module
Een module is een onderdeel van een groter geheel, dat zelf ook weer bestaat uit meerdere onderdelen. Dit geheel staat ook bekend als een modulair systeem. 
Een wiel is bijvoorbeeld een module van een auto. Veel technische producten zijn opgebouwd uit modules. Bijvoorbeeld een auto, telefoon, televisie, radio, wasmachine, softwarepakket.
Als er een mankement is aan een module, dan wordt vaak de gehele module vervangen. Dit kan komen omdat de onderdelen van een module niet (meer) los te verkrijgen zijn, of omdat het repareren van een onderdeel van een module door het arbeidsloon duurder is dan het vervangen van het geheel.